# NCS1
NCS1 (англ. Neuronal calcium sensor 1) – білок, який кодується однойменним геном, розташованим у людей на короткому плечі 9-ї хромосоми. Довжина поліпептидного ланцюга білка становить 190 амінокислот, а молекулярна маса — 21 879.
| 10         |  | 20         |  | 30         |  | 40         |  | 50         |
| ---------- |  | ---------- |  | ---------- |  | ---------- |  | ---------- |
| MGKSNSKLKP |  | EVVEELTRKT |  | YFTEKEVQQW |  | YKGFIKDCPS |  | GQLDAAGFQK |
| IYKQFFPFGD |  | PTKFATFVFN |  | VFDENKDGRI |  | EFSEFIQALS |  | VTSRGTLDEK |
| LRWAFKLYDL |  | DNDGYITRNE |  | MLDIVDAIYQ |  | MVGNTVELPE |  | EENTPEKRVD |
| RIFAMMDKNA |  | DGKLTLQEFQ |  | EGSKADPSIV |  | QALSLYDGLV |  |            |

A: Аланін

C: Цистеїн

D: Аспарагінова кислота

E: Глутамінова кислота

F: Фенілаланін

G: Гліцин

I: Ізолейцин

K: Лізин

L: Лейцин

M: Метіонін

N: Аспарагін

P: Пролін

Q: Глутамін

R: Аргінін

S: Серин

T: Треонін

V: Валін

W: Триптофан

Задіяний у такому біологічному процесі, як альтернативний сплайсинг. 
Білок має сайт для зв'язування з іонами металів, іоном кальцію. 
Локалізований у клітинній мембрані, цитоплазмі, мембрані, клітинних контактах, апараті гольджі, синапсах.